# Abderrahim Souiri
Abderrahim Souiri, de son vrai nom Abderrahim Aït Chelleh est né en 1957 à Essaouira, est un chanteur marocain.

## Biographie
Né dans une famille pauvre, une fratrie de cinq garçons et deux filles, son père imam dans le mellah d'Essaouira a été doté d'une voix exceptionnelle, "Son appel à la prière ne laissait personne indifférent. Sa voix était à la fois touchante et puissante. Des membres d'un orchestre juif de musique andalouse, qui sont aussi des voisins, se réveillaient au petit matin pour l'écouter. Un jour, ils lui proposent de se joindre à eux. Chose qu'il accepta" . Son père, Maallam Benjemaa Essouiri devint le doyen des chanteurs du Madih et du Samae, et artiste musicien dans l'Orchestre de la Musique arabo-andalouse, parmi laquelle on trouve des musulmans, des chrétiens et des juifs, il apprenait à son fils les premières notes de musiques, mais mourut le laissant orphelin à l'âge de douze ans
Le frère de Abderrahim, Abdelmajid, jeune instituteur installé à Casablanca sera responsable de la famille et décidera de la ramener près de lui et c'est en 1973 que Abderrahim s'installe à Casablanca où il suit ses études aux lycées Ibn Batouta puis Moulay Driss, après l'obtention de son baccalauréat en lettres modernes il poursuit ses études supérieures à l'Université Hassan II, mais vu la situation financière de la famille, il est contraint d'abandonner rapidement les cours pour aider son frère en animant des soirées religieuses. 
En 1982 et grâce à Haj Driss Benjelloun Touimi, président de l'Association des amateurs de musique andalouse, il chante à côté de Haj Abdelkrim Raïs qui l'intègre dans sa troupe avec entre autres Mohamed Bajddoub, Abdessadek Chekara ou Mohamed Temsamani.

## Carrière musicale
Réputé par sa maîtrise de la musique andalouse, il devient l'un des principaux représentants de la musique arabo-andalouse, genre musical qu'il modernise et rend populaire, toutefois Abderrahim est un chanteur polyvalent qui a touché à tous les genres musicaux, il s'est produit dans les salles les plus prestigieuses comme l'Opéra garnier à Paris, l'Opéra du Caire, l'Université de Georgetown à Washington et l'Université Harvard à Boston ainsi qu'à Londres, Singapour et Montréal.      